# مازدا أر 100
مازدا أر 100 (بالإنجليزية: Mazda R100)‏ هي سيارة من تصنيع شركة مازدا.